# Aulds Cove Beach
Aulds Cove Beach – plaża chroniona (chroniony odcinek wybrzeża) na poziomie prowincjonalnym (protected beach) w kanadyjskiej Nowej Szkocji, w hrabstwach Antigonish i Guysborough, na północno-zachodnim wybrzeżu zatoki Aulds Cove, utworzona 14 września 1976; nazwa urzędowo zatwierdzona 20 kwietnia 2009.